# فانغارد 2
فانغارد 2 ساتل في مدار حول الأرض فانغارد 2 قمر صناعي أطلقته الولايات المتحدة الأمريكية من قاعدة كيب كانافيرال للقوات الجوية ولقد تم إطلاق القمر الصناعي فانغارد 2 في 17 فبراير 1959 بواسطة الصاروخ Vanguard - SLV-4 فانغارد 2 القمر الصناعي الأول الأرصاد الجوية 
و يعتبر فانغارد 2 القمر الصناعي الثاني من سلسلة مشروع فانغارد
كان نجاح الأطلاق جزء مهم للغاية في إطار سباق الفضاء مع الاتحاد السوفيتي 

## المهمة
وقد تم تصميم القمر الصناعي لقياس توزيع الغطاء السحابي من مداره، لمدة 19 يوما، وتوفير المعلومات عن كثافة الغلاف الجوي وبعد انتهاء المهمة انحرف محور دورانه ولم يستطيع اعطاء سوى القليل من المعلومات ومازال فانغارد 2 والجزء العلوي من صاروخ الإطلاق في مدار حول الأرض.